# Plesiopleurodon
Plesiopleurodon é um gênero extinto de pliossauro do Cretáceo Superior, que viveu nos mares da América do Norte. Foi nomeado por Carpenter, baseado em um crânio completo com mandíbula, vértebras do pescoço e um coracóide direito. Ele foi retirado da Belle Fourche Shale (inferior Cenomaniano), no Cascavel Hills de Wyoming. Ao nomear o espécime, Carpenter (1996) observou que "De todos pliossauros conhecidos, o Plesiopleurodon é o que mais se assemelha ao Liopleurodon ferox do Oxfordian, da Europa, daí a referência genérica."
A espécie é caracterizada por uma longa mandíbula estreita com 8 pares de dentes facetados, dentes que eram quase circulares e em secção transversal que eram roliços na superfície exterior (exceto perto da base), nervuras do pescoço, vértebras curtas na cabeça (duplas nas cabeças dos pliossauros do Jurássico) e um longo fino osso interpeitoral no coracóide.

## Características
O Plesiopleurodon era diferente de seus parentes do gênero. Possuía uma cabeça grande e um pescoço curto, típico de sua família. Era bem parecido com o Liopleurodon, tanto na aparência quanto no tamanho.
Era um predador voraz. Com seus 15 metros de comprimento, era capaz de comer tubarões e peixes de tamanho considerável, cefalópodes e até outros plesiossauros, e também acredita-se que esse gigante poderia saltar da água para abocanhar grandes Pterossauros que pescavam em alto-mar.